# Thomas Verheydt
Thomas Verheydt (Den Haag, 24 januari 1992) is een Nederlands voetballer.
Verheydt speelde jarenlang in de top van het amateurvoetbal en kwam op relatief late leeftijd in het profvoetbal terecht. Hij debuteerde in 2015 namens MVV Maastricht in de Eerste divisie. In zijn tweede seizoen groeide hij uit tot vaste waarde en reikte hij met de club tot de finale van de play-offs. Dit leverde Verheydt buitenlandse interesse op en hij tekende bij Engelse vierdeklasser Crawley Town. Hier speelde hij een seizoen. In 2018 besloot hij terug te keren naar Nederland om te gaan spelen bij Go Ahead Eagles. Een jaar later verkaste hij naar competitiegenoot Almere City, waar hij in zijn eerste seizoen tien doelpunten maakte in vijftien wedstrijden. Na twee seizoenen in Almere maakte hij de overstap naar ADO Den Haag, dat het voorgaande seizoen was gedegradeerd uit de Eredivisie.
Op 6 juli 2023 werd bekend dat Verheydt ADO Den Haag ging verlaten voor een nieuw avontuur in Turkije bij Çorum FK Hij tekende een contract voor 2 jaar in de Turkse stad. Aan zijn periode bij MVV Maastricht heeft hij de bijnaam ‘T Bies (het beest) overgehouden.

## Clubcarrière

### Jodan Boys
Verheydt speelde in de jeugd voor Wilhelmus, Feyenoord en ADO Den Haag, waarna hij in 2012 bij Topklasser Jodan Boys terechtkwam. Hij maakte zijn debuut op 18 augustus 2012 tegen IJsselmeervogels en was gelijk trefzeker. Een week later was hij in een met 3-5 gewonnen wedstrijd tegen Noordwijk opnieuw trefzeker. In oktober 2012 liep Verheydt een blessure op, die hem tot april 2013 aan de kant hield. Aan het einde van het seizoen 2012/13 kwam hij tot 15 optredens waarin hij zevenmaal doel trof.

### IJsselmeervogels
In juni 2013 tekende Verheydt een contract bij IJsselmeervogels, eveneens uitkomend in de Topklasse. Op 24 augustus 2013 maakte hij zijn debuut in de wedstrijd tegen Lisse, toen hij na 56 minuten binnen de lijnen kwam. Een maand later maakte Verheydt zijn eerste doelpunt voor de club in een met 1-1 gelijkgespeelde wedstrijd tegen HHC Hardenberg. Hierna was hij in oktober viermaal trefzeker in de overwinningen op Ter Leede en Excelsior Maassluis.
Na een goed eerste seizoen, waarin hij 13 doelpunten scoorde in 27 wedstrijden, maakte Verheydt op de derde speelronde tegen HSV Hoek (2-2) zijn eerste doelpunt van het seizoen 2017/18. Op 18 april 2015 scoorde Verheydt tegen Kozakken Boys zijn veertiende doelpunt van het seizoen, waarmee hij zijn aantal competitietreffers van het voorgaande seizoen overtrof.

### MVV Maastricht
In januari 2015 werd bekendgemaakt dat Verheydt het komende seizoen aan de slag zou gaan bij SVV Scheveningen. Eind juni 2015 begon hij met trainen bij de Scheveningse club. Een maand later ging hij echter op proef bij MVV Maastricht. Hij wist de technische staf te overtuigen en tekende op 6 augustus 2015 een contract tot medio 2018 bij de club. Na het begin van het seizoen gemist te hebben door een knieblessure, maakte Verheydt op 6 november 2015 zijn debuut in de Eerste divisie tegen Jong Ajax. Hij kwam na 57 minuten binnen de lijnen voor Luca Polizzi en maakte in de slotminuut de 0-1, waarmee hij MVV Maastricht de 3 punten bezorgde. In zijn eerste seizoen werd hij vooral als invaller gebruikt en startte hij slechts twaalf keer in de basiself. In zijn tweede seizoen werd hij wel een vaste waarde en speelde hij 43 officiële duels en scoorde hij 13 doelpunten. Met MVV bereikte hij dat jaar de finale van de play-offs, maar hierin werd over twee wedstrijden verloren van Roda JC.

### Crawley Town
Op 6 juli 2017 tekende Verheydt een contract tot medio 2020 bij Crawley Town, de nummer 19 van het voorgaande seizoen uit de League Two. Hier kwam hij met Enzio Boldewijn en Moussa Sanoh twee landgenoten tegen. Hij maakte zijn debuut voor de club in de seizoensopener tegen Port Vale (1-3 verlies). Zijn enige seizoen in Engeland zou echter gekenmerkt worden door blessureleed. Drie weken na zijn debuut liep hij een knieblessure op in een wedstrijd om de EFL Trophy tegen Charlton Athletic. Hij keerde terug naar Nederland om behandeld te worden. De blessure hield hem in eerste instantie ruim twee maanden uit de roulatie. Bij zijn rentree op 11 november, tegen Forest Green Rovers kopte Verheydt tien minuten voor tijd de gelijkmaker binnen. Mede door aanhoudend blessureleed kwam hij in zijn eerste seizoen in Engeland slechts tot twintig competitieoptredens. Hierin wist de Hagenees twee keer te scoren.

### Go Ahead Eagles
Verheydt tekende op 16 juli 2018 een contract voor twee jaar plus een optie voor nog een jaar bij Go Ahead Eagles. Met Verheydt als vaste spits haalde Go Ahead Eagles de finale van de play-offs om promotie. Hierin verloor het echter in een knotsgekke wedstrijd van RKC Waalwijk (5-4), dat ten koste van De Deventenaren promoveerde.

### Almere City
Met ingang van het seizoen 2019/20 ging Verheydt aan de slag in Almere bij Almere City FC.

### ADO Den Haag
In de zomer van 2021 keerde hij na negen jaar terug bij ADO Den Haag, die het voorgaande seizoen waren gedegradeerd naar de Eerste Divisie. Hij tekende er een driejarig contract.

## Clubstatistieken
| Seizoen         | Club             | Land               | Competitie      | Competitie | Competitie | Beker | Beker | Totaal | Totaal |
| Seizoen         | Club             | Land               | Competitie      | Wed.       | Dlp.       | Wed.  | Dlp.  | Wed.   | Dlp.   |
| --------------- | ---------------- | ------------------ | --------------- | ---------- | ---------- | ----- | ----- | ------ | ------ |
| 2012/13         | Jodan Boys       | Vlag van Nederland | Topklasse       | 15         | 7          | 0     | 0     | 15     | 7      |
| 2013/14         | IJsselmeervogels | Vlag van Nederland | Topklasse       | 27         | 13         | 3     | 3     | 30     | 16     |
| 2014/15         | IJsselmeervogels | Vlag van Nederland | Topklasse       | 29         | 14         | 1     | 1     | 30     | 15     |
| 2015/16         | MVV Maastricht   | Vlag van Nederland | Eerste divisie  | 27         | 4          | 0     | 0     | 27     | 4      |
| 2016/17         | MVV Maastricht   | Vlag van Nederland | Eerste divisie  | 42         | 12         | 1     | 1     | 43     | 13     |
| 2017/18         | Crawley Town     | Vlag van Engeland  | League Two      | 20         | 2          | 2     | 0     | 22     | 2      |
| 2018/19         | Go Ahead Eagles  | Vlag van Nederland | Eerste divisie  | 34         | 13         | 1     | 0     | 35     | 13     |
| 2019/20         | Almere City FC   | Vlag van Nederland | Eerste divisie  | 15         | 10         | 0     | 0     | 15     | 10     |
| 2020/21         | Almere City FC   | Vlag van Nederland | Eerste divisie  | 38         | 20         | 1     | 0     | 39     | 20     |
| 2021/22         | ADO Den Haag     | Vlag van Nederland | Eerste divisie  | 40         | 33         | 3     | 4     | 43     | 37     |
| 2022/23         | ADO Den Haag     | Vlag van Nederland | Eerste divisie  | 34         | 14         | 1     | 1     | 35     | 15     |
| 2023/24         | Çorum FK         | Vlag van Turkije   | TFF 1. Lig      | 30         | 12         | 1     | 1     | 31     | 13     |
| 2024/25         | Çorum FK         | Vlag van Turkije   | TFF 1. Lig      | 31         | 5          | 1     | 0     | 32     | 5      |
| 2025/26         | Willem II        | Vlag van Nederland | Eerste divisie  | 0          | 0          | 0     | 0     | 0      | 0      |
| Carrière totaal | Carrière totaal  | Carrière totaal    | Carrière totaal | 382        | 159        | 15    | 11    | 397    | 170    |

Bijgewerkt tot en met 10 augustus 2025.

## Trivia
Verheydt heeft een eigen kledingmerk.